# Juha Laukkanen
Pour les articles homonymes, voir Laukkanen.
Juha Lauri Laukkanen (né le 6 janvier 1969 à Pielavesi) est un athlète finlandais, spécialiste du lancer du javelot. 

## Biographie
Juha Laukkanen remporte le concours du lancer du javelot aux championnats de Finlande à deux reprises, en 1992 et 1994. 

### Palmarès
| Date | Compétition                   | Lieu      | Résultat | Performance |
| ---- | ----------------------------- | --------- | -------- | ----------- |
| 1988 | Championnats du monde juniors | Sudbury   | 10e      | 65,54 m     |
| 1992 | Jeux olympiques               | Barcelone | 6e       | 79,20 m     |
| 1998 | Championnats d'Europe         | Budapest  | 5e       | 84,78 m     |

### Records
| Épreuve           | Performance | Lieu     | Date         |
| ----------------- | ----------- | -------- | ------------ |
| Lancer du javelot | 88,22 m     | Kuortane | 20 juin 1992 |